# كنتاكي (فلم)
كنتاكي (بالإنجليزية: Kentucky) هو فيلم دراما صدر في سنة 1938.

## بطولة
- والتر برينان

### ترشيحات وجوائز
| السنة | الحدث          | الفئة                  | النتيجة  |
| ----- | -------------- | ---------------------- | -------- |
|       | جائزة الأوسكار | أفضل ممثل في دور مساعد | فـــــوز |

## وصلات خارجية
- مقالات تستعمل روابط فنية بلا صلة مع ويكي بيانات